# К кому залетел певчий кенар
«К кому залетел певчий кенар» — советский художественный телефильм, снятый в 1980 году режиссёром Вадимом Зобиным на творческом объединении «Экран».

## Сюжет
Молодёжная киноповесть о нелёгких проблемах, стоящих перед бывшими выпускниками школы в самом начале их жизненного пути. О переживающем любовный роман вчерашнем школьнике, бросившем учёбу в политехническом институте, а теперь молодом рабочем-электронщике завода медицинского оборудования, работающим над монтажом модели искусственной почки, о поиске верных друзей и своего истинного призвания.

## В главной роли
- Юрий Дуванов — Володя Максимов

## В ролях
- Инна Ульянова — мать Володи, Антонина
- Иван Соловьёв — Перль Роберт Францевич
- Елена Капица — Нина
- Людмила Гравес — Маринка
- Татьяна Рудина — Роза, официантка
- Серёжа Задорожный — мальчик (озвучивает Людмила Гнилова)

### В фильме снимались
- Владимир Юрьев — друг Володи
- Александр Блок — Николаша
- Валерий Дегтярь — доктор Сергеев
- Ольга Волкова — мама Серёжи
- Эрнст Романов — Артемий Фёдорович
- Ирина Резникова — Маруся
- Станислав Соколов — экспедитор
- В. Ларин

## Съёмочная группа
- Сценарий Киры Михайловской
- Режиссёр-постановщик — Вадим Зобин
- Оператор-постановщик — Владимир Трофимов
- Художник-постановщик — Юрий Углов
- Композитор — Кирилл Молчанов
- Текст песен: Расула Гамзатова, Николая Рубцова, |Марины Цветаевой
- Режиссёр — С. Никитин
- Звукооператор — А. Куцый
- Костюмы Н. Катаевой
- Грим: Н. Фастенко, А Леоненко
- Монтаж Н. Будник
- Директор картины — А. Муртазин